# Hessengau
Hessengau es una región histórica de la actual Alemania, localizada entre Beverungen y Marburg en el norte y Bad Hersfeld al sur.